# Mont Gardner
Pour les articles homonymes, voir Gardner.
Le mont Gardner est un sommet de l'Antarctique. Il fait partie du massif Sentinel des monts Ellsworth, à la base de la péninsule Antarctique.